# Дарницкая ТЭЦ
Дарницкая ТЭЦ (ДарТЭЦ, ТЭЦ-4; укр. Дарницька ТЕЦ) — теплоэлектроцентраль в Днепровском районе Киева. Обеспечивает отоплением Днепровский и Дарницкий районы Киева.

## Расположение
Дарницкая ТЭЦ находится на левом берегу Киева в Днепровском районе Киева на улице Гната Хоткевича. Ближайшая станция метро — «Черниговская». Вблизи ТЭЦ проходит трамвайная ветка и следует маршрутное такси.

## История

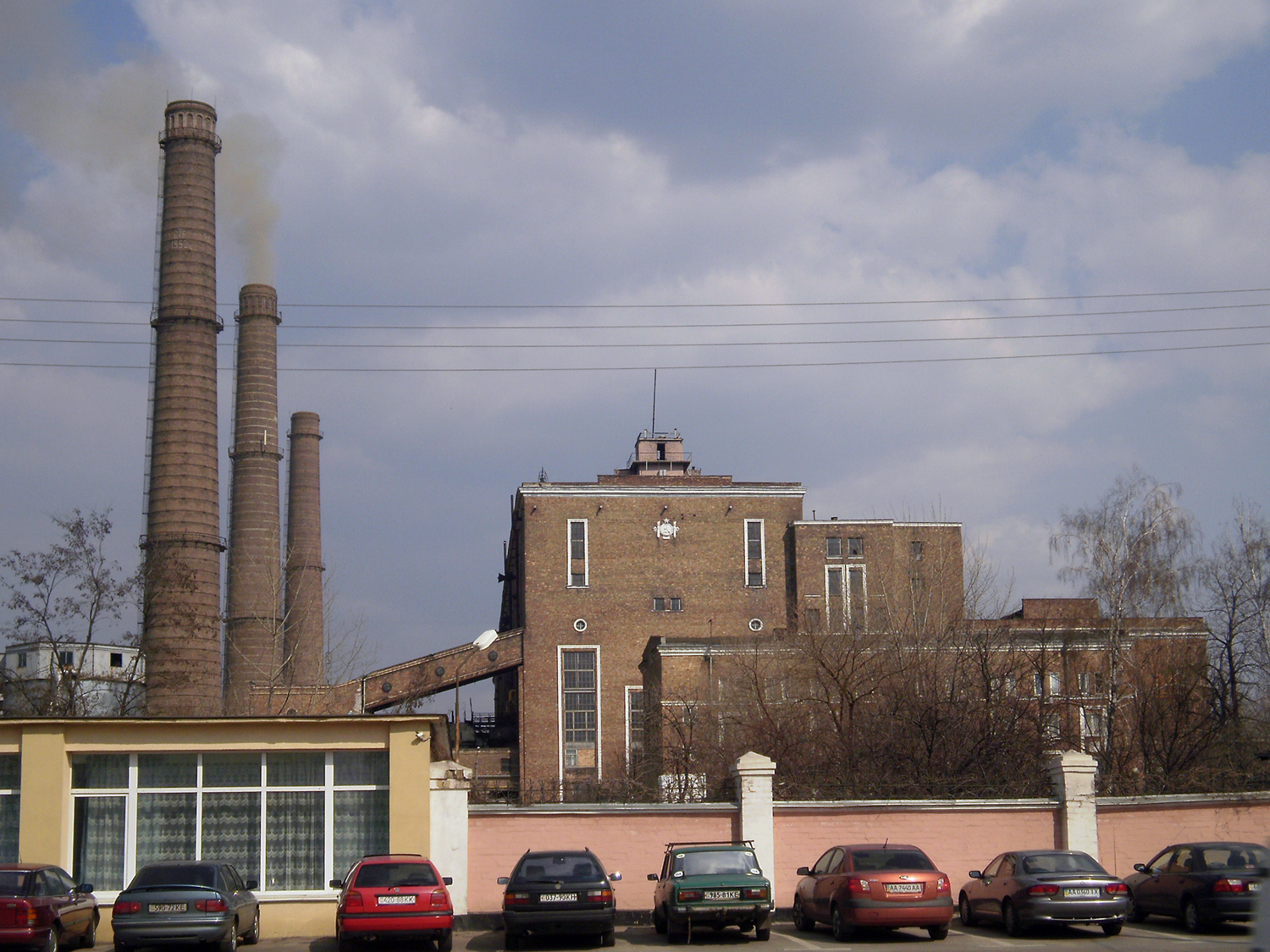
В 2010 году

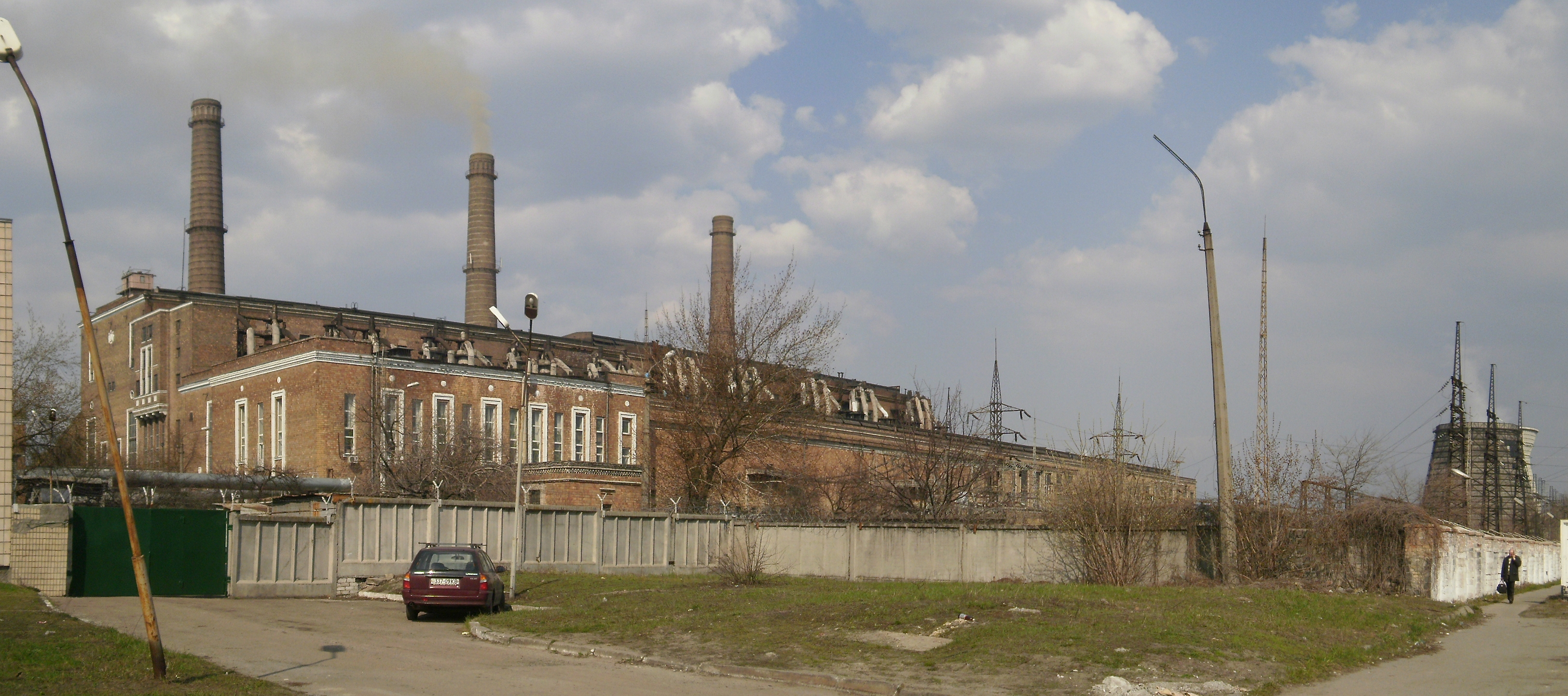
В 2010 году

Проект новой тепловой электростанции на левом берегу Киева был разработан киевским отделением института «Теплоэлектропроекта» в 1936 году и был обусловлен развитием нового промышленного района и близостью железной дороги. Тем не менее, реализован проект был уже после Великой Отечественной войны. Первая очередь Дарницкой ТЭЦ была сдана в 1954 году. На территории станции была построена первая в СССР градирня из сборного железобетона, а сам проект Дарницкой ТЭЦ оказался удачным и был реализован как типовой ещё 16 раз. Главный корпус станции украшен наличниками вокруг оконных проёмов, карнизами и керамической композицией на фасаде. Проходная выполнена из двух одноэтажных зданий с фронтонами и керамическим декором.
Вторая очередь Дарницкой ТЭЦ была завершена в 1965 году. На момент строительства Дарницкой ТЭЦ она являлась наибольшей в Европе угольной ТЭЦ.

## Деятельность

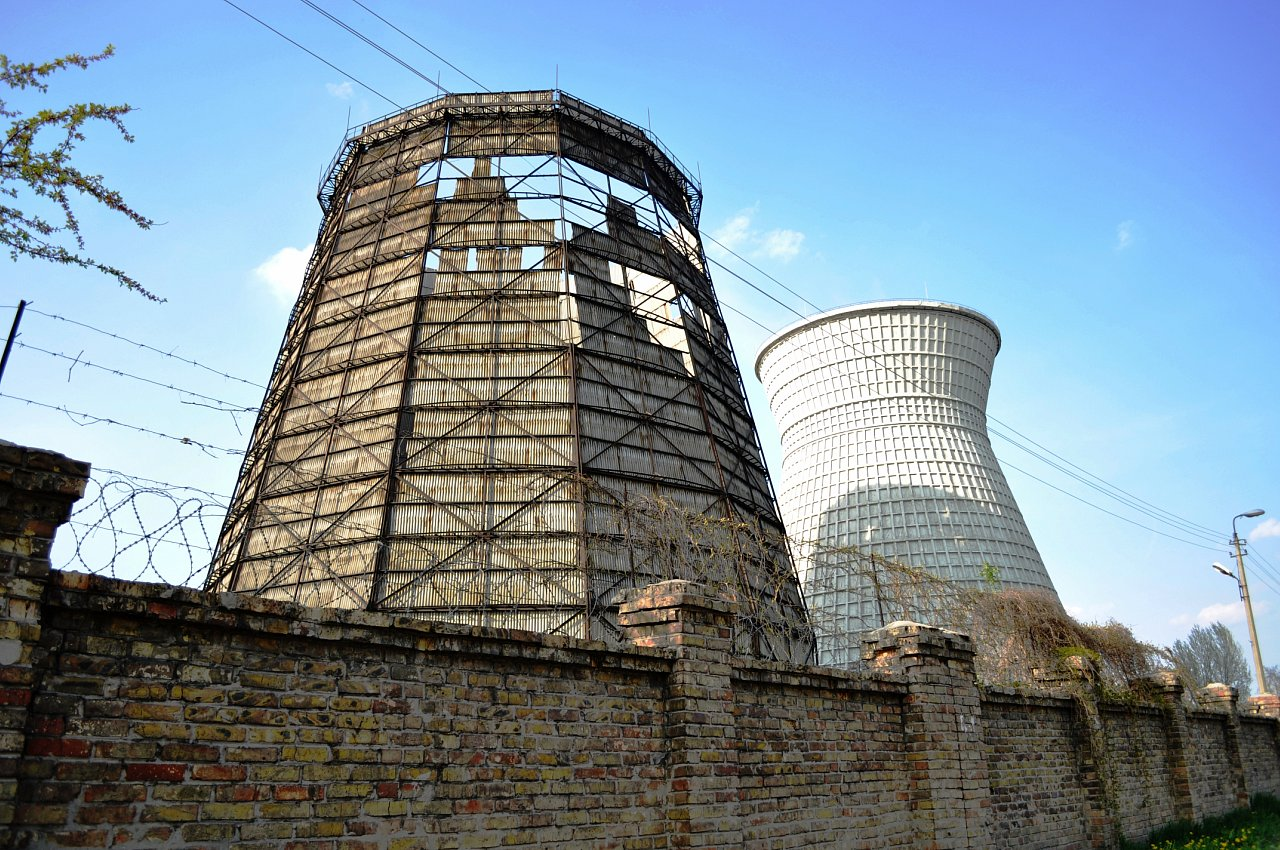
Градирни

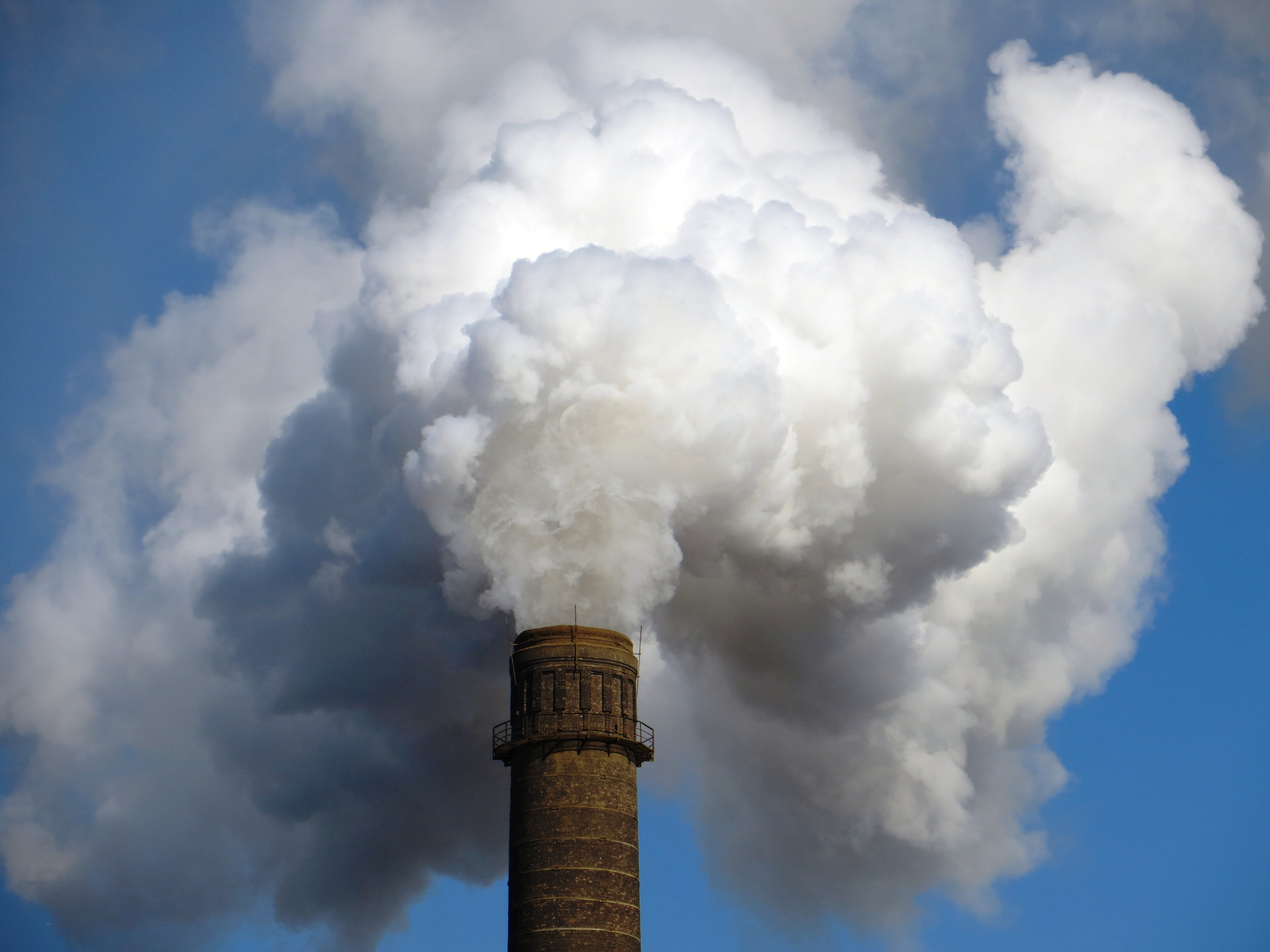
Труба

Дарницкая ТЭЦ отапливает более 270 тысяч жителей левого берега Киева. По состоянию на 2010 год станция отапливала 8 % жилой площади Киева (1036 жилых дома и более 120 учреждений).
На станции установлены три электрогенератора (общая мощность — 160 МВт), введённые в эксплуатацию в середине XX века. По состоянию на 2019 год на Дарницкой ТЭЦ задействованы два турбоагрегата мощностью 50 МВт и 60 МВт, а также шесть энергетических котлоагрегатов. В результате износа были демонтированы первые четыре турбины. Первоначально станция спроектирована для работы на угле антрацитовой группы (штыб «АШ»), добываемой на Донбассе (влажность до 10-11 % и зольность до 27-30 %). Позднее она была модернизирована для сжигания газа и мазута.
Дарницкая ТЭС подаёт 840 Гкал теплоэнергии в час с горячей водой и 240 Гкал — с паром.
Твёрдые отходы, получаемые в результате сгорания, удаляются путём жидкого шлакоудаления. Золоотвал находится на улице Здолбуновской в так называемом озере Горячка (Гарячка).
Количество использованного угля по годам:

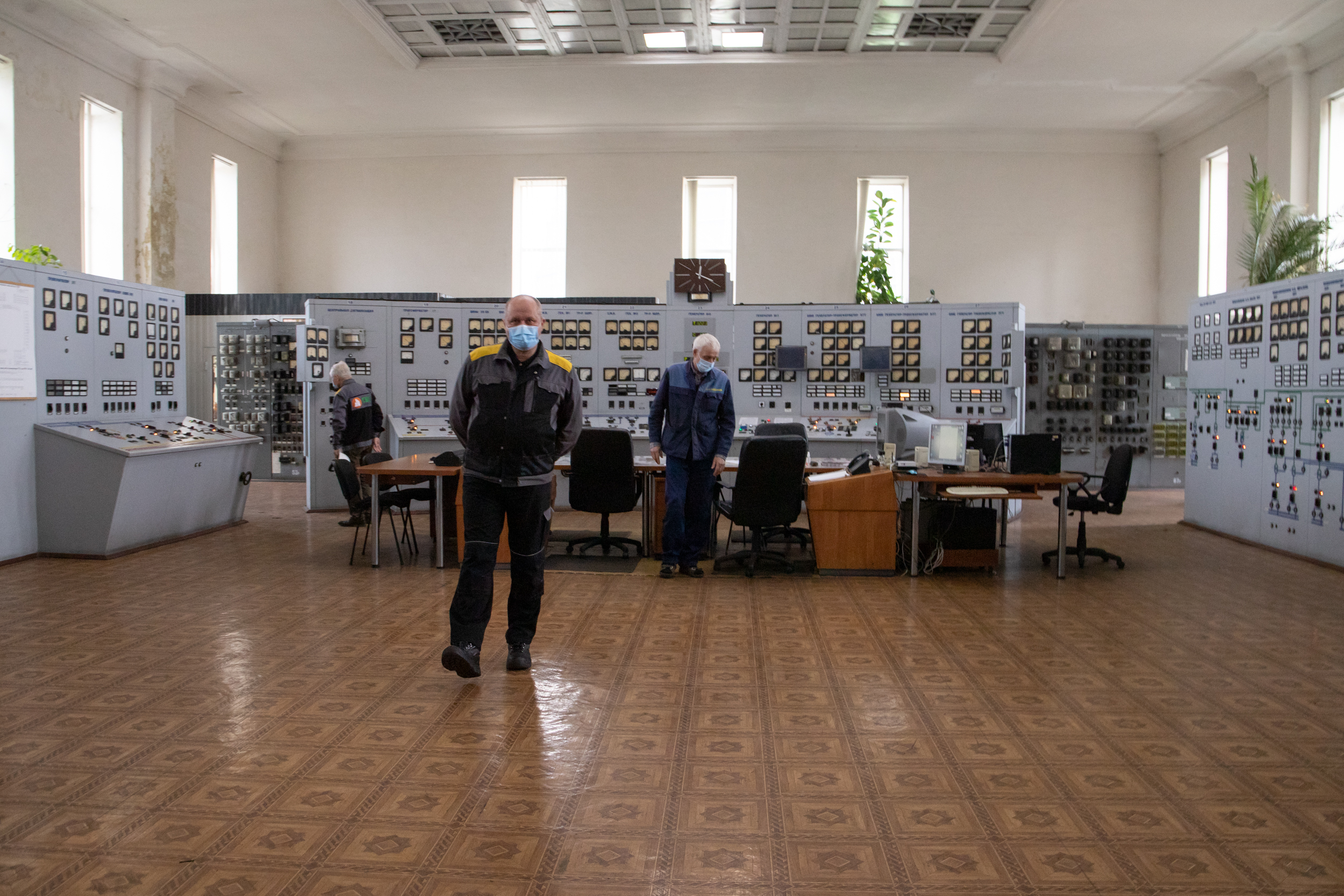
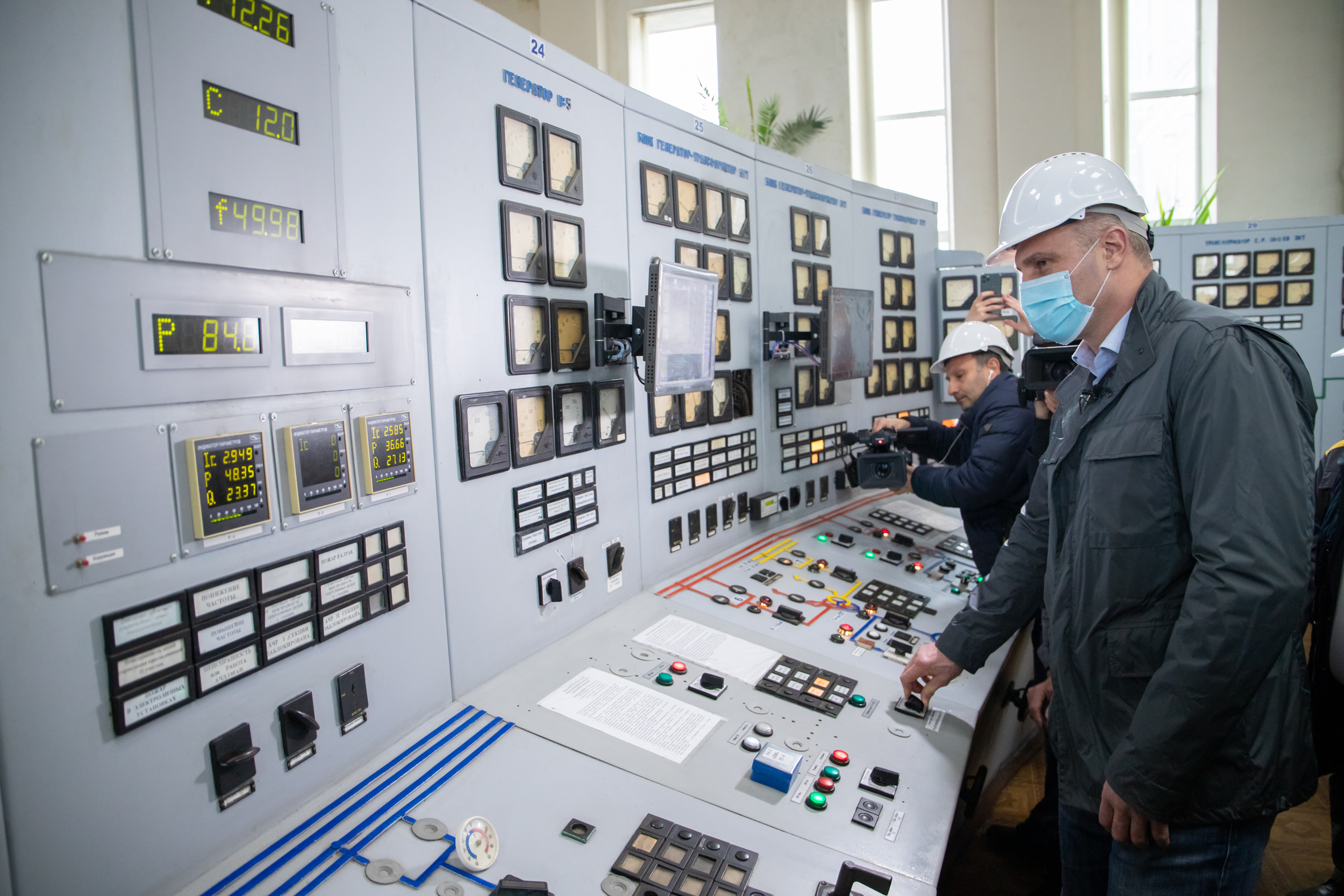
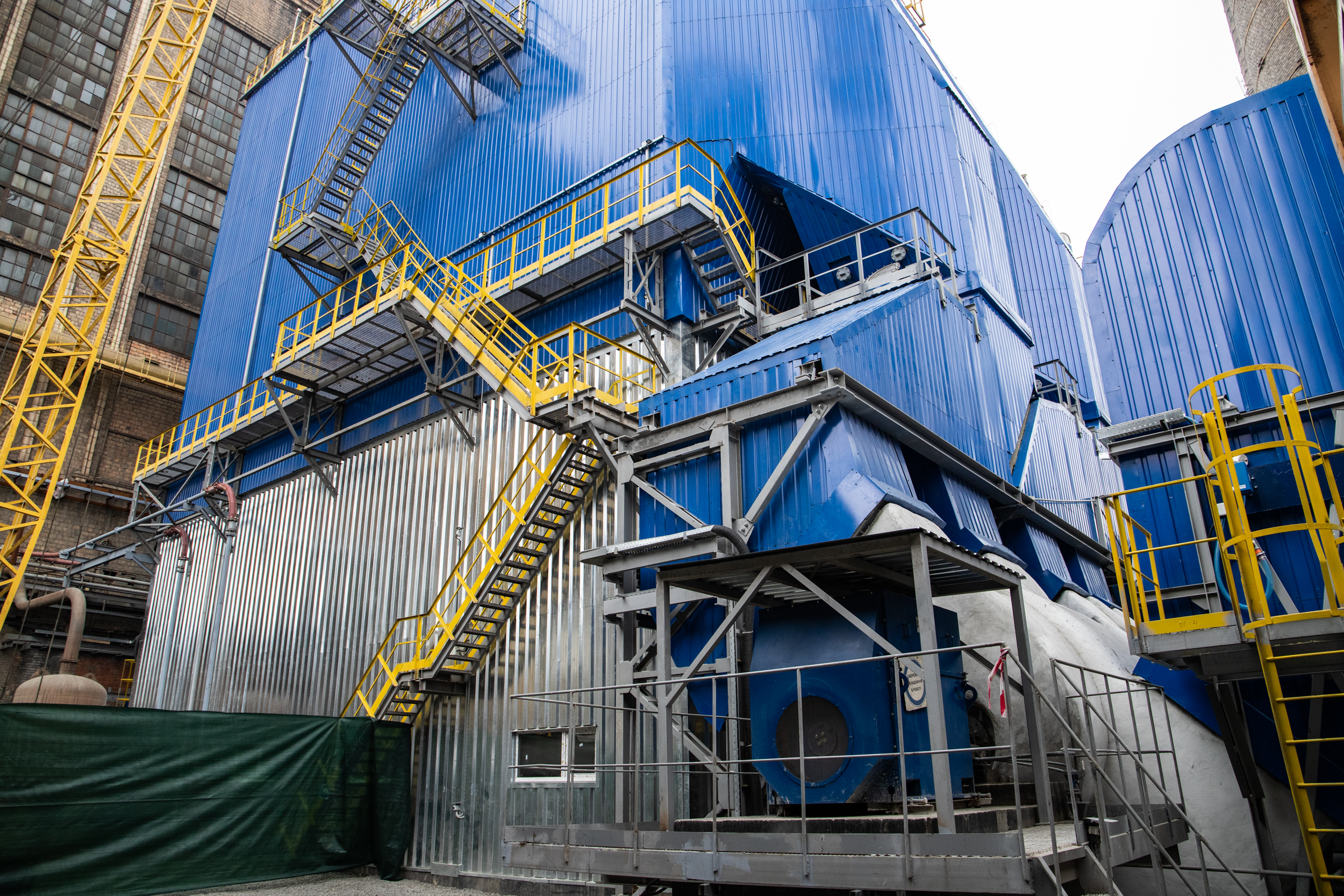
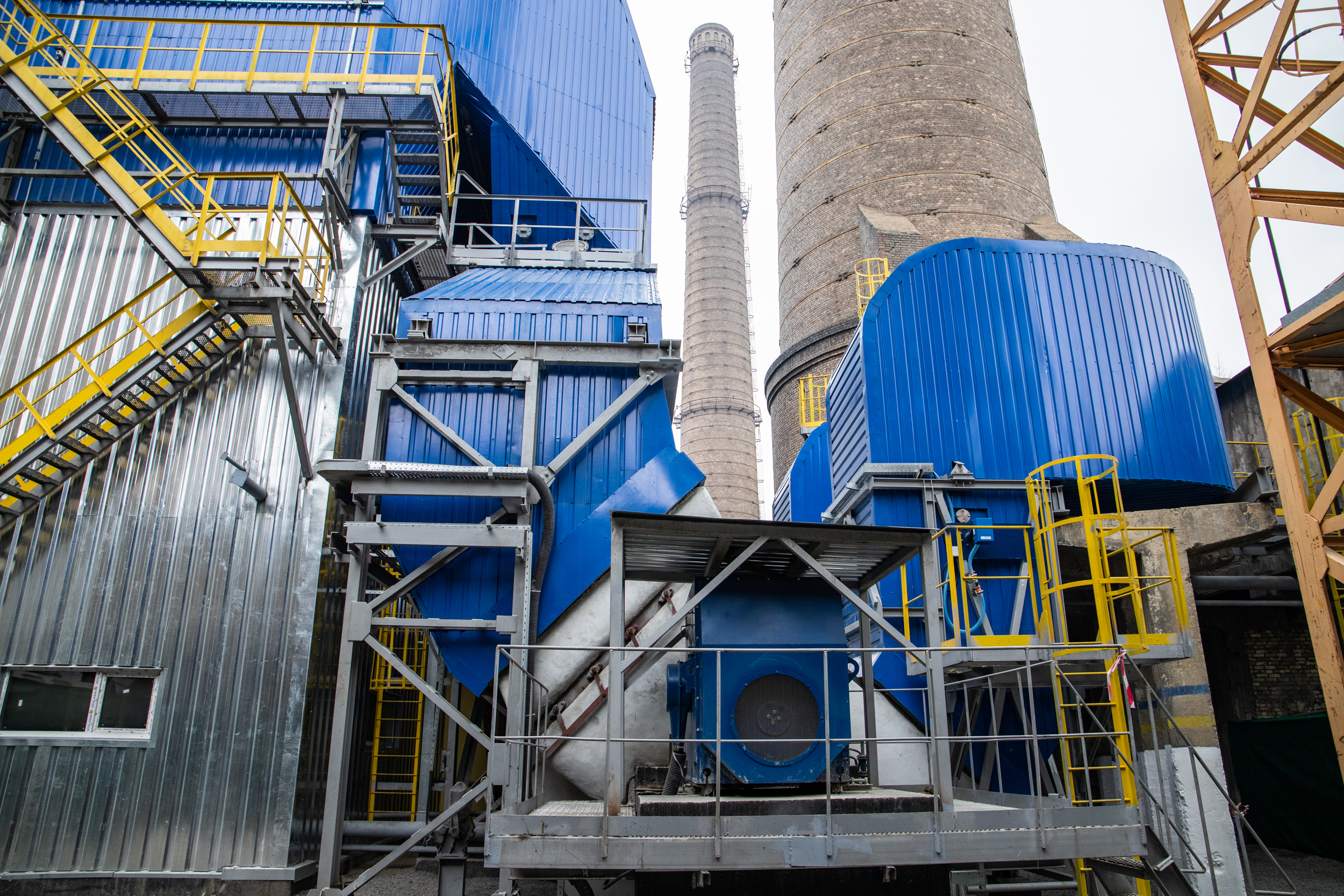
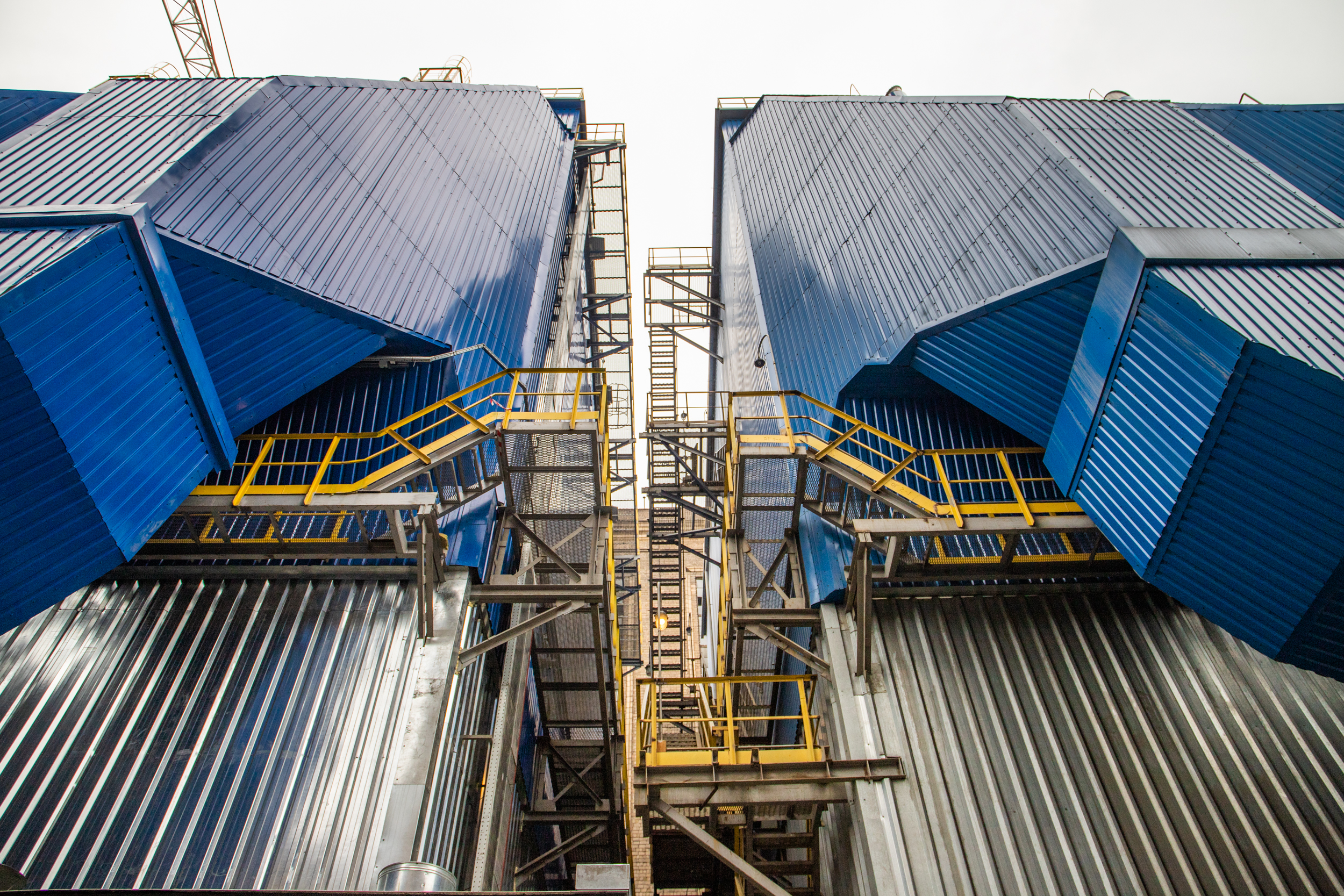

- 2007 год — 333,9 тысяч тонн
- 2008 год — 357,5 тысяч тонн
- 2009 год — 292,2 тысяч тонн
- 2010 год — 305,8 тысяч тонн
- 2011 год — 395,3 тысяч тонн

## Экология
Дарницкая ТЭЦ — крупнейшее предприятия Киева по загрязнению воздуха, ежесуточно выбрасывающее в атмосферу порядка 300 тонн вредных отходов. При этом Дарницкая ТЭЦ единственная в Киеве работает на угле. В атмосферу через трубы теплоэлектростанции выбрасывается оксид углерода, оксид азота, бензапирен, диоксид серы и диоксид азота. Кроме того на станции имеется проблемы с утилизацией шлаков, остающихся после сжигания угля.
По результатам проверки Министерство экологии и природных ресурсов Украины за 2018 год на Дарницкой ТЭС были обнаружены нарушения природоохранного законодательства в части охраны водных и земельных ресурсов, а также обращения с отходами и опасными химическими веществами.
Золоотвал на озере Горячка по мнению Государственной экологической инспекции несет опасность для людей.

## Владельцы и собственники

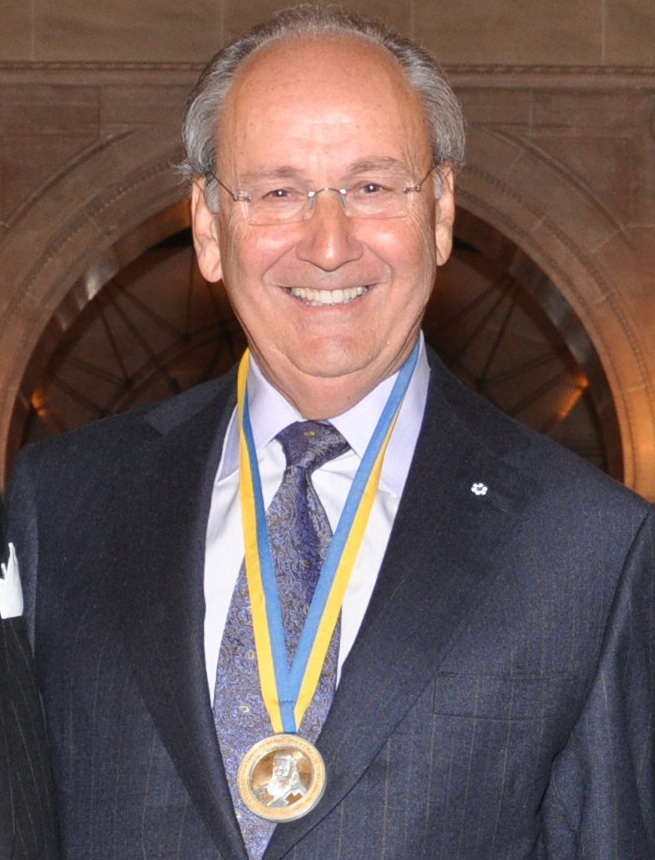
Джеймс Темертей

В середине 1990-х годов канадская компания Northland Power во главе с уроженцем Донецкой области Джеймсом Темертеем заинтересовалась работой на территории Украины. В 1997 году на базе Дарницкой ТЭЦ было создано совместное предприятие «Укр-Кан-Пауэр» (уставный фонд — 82,5 млн гривен), где 51 % акций достались Northland Power Inc, 31 % акций получил Фонд государственного имущества Украины, а 14,7 % акций — получил трудовой коллектив предприятия. Канадцы получили акции в обмен на обязательство инвестировать в реконструкцию ТЭЦ 150 миллионов долларов. На эти средства планировалось строительство газотурбинной установки мощностью 140 МВт компании General Electric, что помогло бы удвоить мощность станции и экономить несколько миллионов долларов в год на закупках мазута и природного газа. По условиям соглашения после проведённой реконструкции Northland Power получил бы в управление Дарницкую ТЭЦ на 15 лет. В 1999 году при участии премьер-министра Канады Жана Кретьена было подписано рамочное соглашение об участии ЕБРР в финансировании реконструкции. ЕБРР согласился профинансировать 35 % от всей стоимости.
В 2000 году мэр Киева Александр Омельченко заявил: «Дарницкую ТЭЦ приватизировал канадский инвестор, который обязался в первый год вложить 18 млн долл., во второй — 24 млн долл., перевести ТЭЦ с угля на газ, оснастить новыми турбогенераторами и, таким образом, за три года увеличить производство электроэнергии в полтора раза. Прошло два года — никто в предприятие ломаного гроша не вложил». После этого Джеймс Темертей на встрече с премьер-министром Украины Виктором Ющенко отметил, что началу реконструкции препятствуют неплатежи на энергорынке.
Из-за отсутствия инвестиций Фонд госимущества в 2003 году инициировал конкурс по оценке вклада иностранного инвестора в уставный фонд Дарницкой ТЭЦ. В мае 2004 года доля канадской компании была передана предприятию, поскольку инвестиции в реконструкцию в полном объёме произведены не были. В том же году «Укр-Кан-Пауэр» продал свои акции за 45 миллионов гривен украинским компаниям «Генерация Лимитед» и «Росток Медиа Холдинг», которые затем были перепроданы компаниям Introstyle Consult Ltd, Makshell Enterprises Ltd и «Оксидент», находящимся в оффшорных юрисдикциях. Данные компании были связаны с Анатолием Шкрибляком и Олегом Яковенко.
14 января 2006 года новые владельцы Дарницкой ТЭЦ на собрании акционеров исключили из устава обязательство инвестировать 180 млн долларов и избрали новый состав наблюдательного совета, куда не включили ни одного представителя государства. В связи с этим Фонд государственного имущества Украины направил иск в Киевский хозяйственный суд. В 2007 году Верховный суд Украины отменил спорное решение собрания акционеров. Кроме того, представители Фонда госимущества вернулись в наблюдательный совет и ревизионную комиссию в связи с чем конфликт был исчерпан. К 2007 году собственниками Дарницкой ТЭС являлись Фонд государственного имущества Украины (34,33 %), Introstyle Consult Ltd (24,46 %), Makshell Enterprises Ltd (24,46 %) и «Оксидент» (1,127 %). Тогда же название компания «Укр-Кан-Пауэр» было изменено на «ДАРтеплоцентраль».
В июне 2010 года «ДАРтеплоцентраль» была переименована в «Экостандарт». В январе 2011 года Фонд госимущества продал свою 34 % долю Makshell Enterprises Limited и Introstyle Consult Limited за 30,3 миллиона гривен.
В июне 2012 года «Экостандарт» продал Дарницкую ТЭС компании «Евро-реконструкция», конечным бенифициаром которой является Анатолий Шкрибляк.

## Финансовые показатели
За 2006 год Дарницкая ТЭЦ получила чистую прибыль в 7,2 млн гривен, увеличив её по сравнению с предыдущим годом на 23,84 %. Оборот по итогам 2006 года составил 50 млн долларов.
За 2008 год Дарницкая ТЭЦ получила чистую прибыль в 7,542 млн гривен, увеличив её по сравнению с предыдущим годом на 26,13 %.
В 2009 году чистая прибыль выросла до 7,59 миллиона гривен. В 2009 году общий оборот предприятия составил 800 млн гривен.